# Минамото-но Тору
Минамото-но Тору, (яп. 源融; 822 — 21 сентября 895) — японский поэт и государственный деятель из клана Сана Гэндзи; сын императора Сага. Его иногда упоминают как прототип Хикару Гэндзи в японской классической повести «Гэндзи моногатари». У него был титул Кавара-но Садайдзин (Государственный министр из Кавары), под которым его танка было включено в антологию Хякунин иссю:
14. 河原左大臣

みちのくの 

しのぶもぢずり 

誰故に 

乱れそめにし 

我ならなくに

14. Кавара но Садайдзин

Митиноку но

Синобу модзи-дзури

Тарэ юэ ни

Мидарэ сомэ ни си

Варэ наранаку ни

14. Государственный министр из Кавары

Подобно прочим,

и я в сетях любовных

себя запутал,

как спутаны разводы

сукна из Мичиноку.